# 移流
移流（いりゅう、英: advection）とは、温度や物質濃度などにばらつきがある空間のある地点において、空間内の物質の移動によって温度や物質濃度の変化が起こる（物理量が空間内で運ばれる）こと。物理学のうち特に流体力学に関係が深い。上記の空間を基点とした考え方はオイラー的な考え方とされ、逆に物質を基点としたラグランジュ的な考え方が以下のように述べられる（連続体力学#連続体の記述方法を参照）。
例として、ある地点の上空に冷たい空気があって、その西に暖かい空気があるとする。ここで、西風によって暖かい空気が運ばれることを移流といい、その地点では気温の上昇が観測される（オイラー記述）。暖かい空気が西側、冷たい空気が東側に存在し、西風によって冷たい空気はある地点から東側へ、暖かい空気は東側のある地点へ移動する（ラグランジュ記述）。

## 移流方程式
移流を表す偏微分方程式を移流方程式という。物理量 ψ(t, x) が、速度 c で移流することを表す移流方程式は
{\displaystyle {\frac {\partial \psi (t,{\boldsymbol {x}})}{\partial t}}=-{\boldsymbol {c}}\cdot {\boldsymbol {\nabla }}\psi (t,{\boldsymbol {x}})}
と表される。ここで、∇は空間微分を表す。
1次元の場合、移流方程式は
{\displaystyle {\frac {\partial \psi (t,x)}{\partial t}}+c{\frac {\partial \psi (t,x)}{\partial x}}=0}
となる。
この方程式は解析的に解くことができて、任意の関数 f を用いて
{\displaystyle \psi (t,{\boldsymbol {x}})=f({\boldsymbol {x}}-{\boldsymbol {c}}t)}
と表される。